# Kurt Regling
Pour les articles homonymes, voir Regling.
Kurt Ludwig Regling, né le 8 novembre 1876 à Berlin où il est mort le 10 août 1935, est un numismate allemand. 

## Biographie
Kurt Regling étudie au Lycée Frédéric-Guillaume de Berlin de 1886 à 1895 puis de 1895 à 1899, à l'Université de Berlin grâce à une bourse Imhoof-Blumer. En 1899, il reçoit le titre de Dr. phil. avec l'écriture de De belli Parthici Crassiani fontibus. A partir de 1899, il devient assistant de recherche, puis est nommé en 1902 directeur adjoint et en 1919 conservateur au Cabinet des monnaies de Berlin. En 1921, il devient directeur de la collection, poste qu'il occupera jusqu'à sa mort. Regling a obtenu son habilitation à l'Université de Berlin en 1907. Il enseigne alors comme Privatdozent en études monétaires à l'Université de Berlin puis, à partir de 1921 comme professeur honoraire.
Le principal domaine de recherche de Regling est la numismatique ancienne, ainsi que l'art des médailles de la Renaissance. Regling considérait les pièces avant tout comme des œuvres d'art indépendantes. Entre autres choses, il a travaillé sur le projet de l'Académie grecque de la Monnaie de l'Académie prussienne des sciences, où il a publié l'étude Dacien und Moesien avec Behrendt Pick (de). 
Il a reçu la médaille Archer-M.-Huntington (de) en 1929 et la médaille de la Société royale numismatique (de) en 1933. La médaille Kurt Regling a été créée en son honneur.

## Publications
- 1906 : Die griechischen Münzen der Sammlung Warren, 2 vol., Reimer, Berlin.
- 1906 : Terina in Winckelmannsprogramme der Archäologischen Gesellschaft zu Berlin (de) no 66, Reimer, Berlin.
- 1910 : avec Behrendt Pick, Die Münzen von Odessos und Tomis, in Griechisches Münzwerk (de), vol. 1 : Die antiken Münzen von Dacien und Moesien demi-volume 2, section 1, Reimer, Berlin.
- 1912 : Römischer Denarfund von Fröndenberg, in : Zeitschrift für Numismatik (de), vol. 29, p. 189–253.
- 1924 : Die antike Münze als Kunstwerk, Schoetz & Parrhysius, Berlin.
- 1927 : Die Münzen von Priene, Schoetz, Berlin.
- 1931 : Der griechische Goldschatz von Prinkipo. Museum der Altertümer zu Istanbul, in : Zeitschrift für Numismatik, vol. 41, 1931, p. 1–46.